# Stanisław Kolanus
Stanisław Wilhelm Kolanus (ur. 9 stycznia 1872 w Domaradzu, zm. 6 września 1939 we Rogoźnie) – polski lekarz weterynarii.

## Życiorys
Syn Pawła i Agnieszki z Żurowskich, urodził się jako Wilhelm Kolanus, imię Stanisław przybrał w 1884. Po ukończeniu szkoły średniej we Wrocławiu wyjechał do Berlina studiować medycynę. Względy finansowe sprawiły, że przeniósł się na weterynarię, dyplom lekarza weterynarii uzyskał na Tierarztliche Hochschule w 1898. Następnie praktykował w Nowej Soli i Gołańczy. W 1914 został wcielony do armii niemieckiej i skierowany na front wschodni, gdzie dostał się do niewoli sowieckiej i został zesłany na Syberię. Po ucieczce wstąpił do dowodzonej przez gen. Józefa Hallera 13 Kresowej Dywizji Piechoty i został zaokrętowany w Murmańsku, skąd popłynął do Francji. Awansował i w randze majora powrócił w 1919 do Polski, a następnie uczestniczył w wojnie polsko-bolszewickiej. W 1921 przeszedł do rezerwy, powrócił do Gołańczy, ale po wylewie żony przeprowadził się z rodziną do Wągrowca, a następnie do Środy Wielkopolskiej, gdzie do 1924 pełnił funkcję lekarza powiatowego. Przez krótki czas praktykował w Dolsku, od 1925 był lekarzem i inspektorem w rzeźni miejskiej w Rogoźnie. W 1939 z powodu rażących zaniedbań doprowadził do zamknięcia rzeźni, której właścicielem był Niemiec Otto Stoewenau. Po wybuchu II wojny światowej wyruszył do Poznania, gdzie chciał wstąpić w szeregi Wojska Polskiego. Po otrzymaniu odmowy spowodowanej wiekiem powrócił do Rogoźna, został aresztowany przez bojówkę hitlerowską 6 września 1939. Jej członkowie założyli na szyję Stanisława Kolanusa pętlę ze sznura, drugi jej koniec przywiązali do samochodu, a następnie ciągnęli do po brukowanej nawierzchni rynku, w wyniku czego poniósł śmierć. Prowokatorem do popełnienia tej zbrodni był Otto Stoewenau, który chciał się zemścić za zamknięcie rzeźni. Pochowany w zbiorowej mogile na cmentarzu w Rogoźnie. W 2020 jego postać upamiętniono obierając go na patrona jednej z ulic w Rogożnie. W 2022 został pośmiertnie odznaczony Krzyżem Oficerskim Orderu Odrodzenia Polski.